# Rafał Prokopczuk
Rafał Prokopczuk (ur. 23 marca 1999) – polski siatkarz, grający na pozycji rozgrywającego. 

## Sukcesy

### juniorskie
Mistrzostwa Polski Juniorów:
- 2017[6]

### seniorskie
Superpuchar Polski:
- 2020[7]

Puchar Polski:
- 2021

PlusLiga:
- 2021

Liga Mistrzów:
- 2021

I liga:
- 2025[8]

## Nagrody indywidualne
- 2017: Najlepszy rozgrywający Mistrzostw Polski Juniorów[9]